# Pteralopex taki
Pteralopex taki é uma espécie de morcego da família Pteropodidae. Pode ser encontrada nas ilhas New Georgia e Vangunu (Ilhas Salomão).